# Astronomia sferica
L'astronomia sferica è il ramo dell'astronomia che studia i diversi sistemi di coordinate in rapporto ai quali si determina la direzione del moto apparente dei corpi celesti in modo indipendente dalla loro distanza.

## La sfera celeste e suo moto apparente

La sfera celeste e le fasce di visibilità e invisibilità permanente delle costellazioni circumpolari

Tutti gli astri ci appaiono alla stessa distanza dalla Terra e posti sulla superficie interna di un'enorme sfera, detta sfera celeste, di cui noi occupiamo il centro. Ciò è dovuto al fatto che gli astri, essendo a un'enorme distanza dalla Terra, hanno una parallasse insignificante e sembrano quindi tutti alla stessa distanza.
Essi sembrano, inoltre, ruotare, con un moto collettivo da levante verso ponente, intorno a un asse, il prolungamento dell'asse terrestre, chiamato asse celeste. Ciò è dovuto al fatto che, al centro della sfera celeste (che è immobile) la Terra ruota intorno al proprio asse da ponente verso levante (moto diretto o antiorario), compiendo una rotazione completa in un giorno siderale (poco meno di un giorno solare medio). L'osservatore posto sulla Terra non avverte questo movimento proprio e attribuisce agli astri, e quindi alla sfera celeste, un movimento in senso contrario (moto retrogrado o orario) con velocità angolare uguale alla velocità di rotazione terrestre. Questo movimento è detto moto apparente della sfera celeste e avviene intorno a un asse immaginario, l'asse celeste, che altro non è che il prolungamento dell'asse terrestre fino a incontrare la sfera celeste. Gli estremi di tale asse, ossia i punti di contatto immaginari con la sfera celeste, sono detti poli celesti: uno di essi, il polo Nord celeste, si trova molto vicino alla Stella Polare, che per tale motivo appare immobile.
Le stelle conservano sempre immutate le loro posizioni relative sulla sfera celeste (almeno nel corso di alcuni millenni), mentre il Sole, la Luna e i pianeti si spostano lentamente fra esse, passando da una costellazione all'altra.

### Elementi della sfera celeste

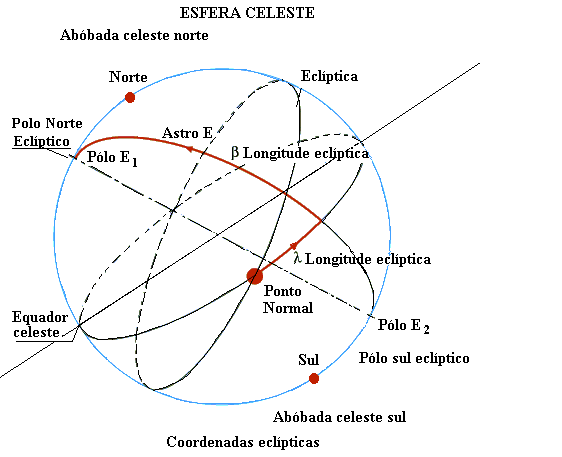
La sfera celeste con i principali punti di riferimento

I piani passanti per l'equatore terrestre e per i meridiani terrestri, estesi fino a incontrare la sfera celeste, determinano su di essa circoli massimi detti, rispettivamente, equatore celeste e meridiani celesti. L'equatore celeste divide la sfera celeste in due parti uguali: quella che contiene il polo Nord è detta emisfero Nord o boreale, mentre quella che contiene il polo Sud è detta emisfero Sud o australe.
Viene chiamato Zenit il punto Z della sfera celeste posto sulla verticale dell'osservatore O; Nadir il punto Z' opposto allo Zenit.
La Latitudine, sulla Terra, è la distanza angolare, misurata in gradi, primi e secondi, fra l'equatore e l'osservatore; analogamente sulla sfera celeste è la distanza angolare fra l'equatore celeste e lo Zenit.
Il circolo massimo terrestre passante per i poli e per un dato luogo, è suddiviso, per convenzione in meridiano e antimeridiano; il meridiano celeste di un dato osservatore si suddivide convenzionalmente in meridiano celeste superiore, che contiene lo Zenit, e in meridiano celeste inferiore, che contiene il Nadir.
Sono detti circoli orari i meridiani celesti; paralleli di declinazione i circoli minori paralleli all'equatore celeste.
Dicesi orizzonte sensibile il piano orizzontale (normale alla verticale), esteso all'infinito, passante per l'osservatore e orizzonte astronomico il piano, parallelo al precedente, passante per il centro della Terra, la cui traccia sulla sfera celeste è un circolo massimo, detto anch'esso orizzonte astronomico. Considerando il ridotto raggio della Terra se paragonato a quello grandissimo della sfera celeste, si può ritenere, senza incorrere in errori apprezzabili, che sulla sfera celeste orizzonte sensibile e orizzonte astronomico si confondano. Ciò permette di considerare indifferentemente l'osservatore sia al centro della Terra che sulla superficie di essa.
L'orizzonte astronomico divide la sfera celeste in due emisferi: visibile e invisibile. L'emisfero visibile contiene lo Zenit e il polo che ha lo stesso nome della latitudine dell'osservatore e che viene detto polo elevato; l'emisfero invisibile contiene il Nadir e il polo che ha nome contrario alla latitudine, detto polo depresso.
Almicantarat o paralleli di altezza sono i circoli minori paralleli all'orizzonte astronomico, situati nell'emisfero visibile; paralleli di depressione sono i circoli minori paralleli all'orizzonte astronomico, situati nell'emisfero invisibile; verticali sono i semicircoli massimi passanti per lo Zenit e per il Nadir.
Altezza di un astro è l'arco di verticale compreso fra l'astro e l'orizzonte astronomico.
L'intersezione dell'orizzonte astronomico con la verticale che contiene il polo Nord è il punto cardinale Nord.
L'orizzonte astronomico deve supporsi graduato da 0° a 360°, a partire da detto punto cardinale Nord, nel senso orario, cioè verso E-S-W. I punti cardinali E e W sono definiti dai punti d'incontro dell'equatore con l'orizzonte astronomico.
La linea Nord-Sud, intersezione del piano del meridiano dell'osservatore con il piano dell'orizzonte astronomico, è detta linea meridiana.
I verticali normali al meridiano dell'osservatore, passanti cioè per i punti Est e Ovest, si chiamano primo verticale Est e primo verticale Ovest.
I circoli orari che passano per detti punti cardinali Est e Ovest sono detti primo orario Est e primo orario Ovest.
L'altezza del polo elevato sull'orizzonte astronomico è uguale alla latitudine dell'osservatore. Nell'emisfero Nord, attualmente l'altezza della Stella Polare differisce sempre dalla latitudine dell'osservatore di circa 1°.
I punti di intersezione dell'equatore celeste con i verticali identificano due punti: Q quello più prossimo allo Zenit e Q' quello più prossimo al Nadir e vengono detti, rispettivamente, mezzocielo superiore e mezzocielo inferiore. L'altezza del mezzocielo superiore, cioè l'inclinazione dell'equatore celeste sull'orizzonte astronomico, è detta colatitudine.
Per convenzione nelle figure che rappresentano la sfera celeste si segna sempre lo Zenit in alto, il polo Nord a destra dello Zenit e il polo Sud a sinistra in modo da avere sempre il punto cardinale Est sul davanti della figura.
```
Nota:
 Per un osservatore in latitudine Sud il movimento degli astri 
appare
 invertito
rispetto al movimento stesso nella sfera celeste disegnata per un osservatore in latitudine Nord.
```

## Sistema solare - Eclittica - Zodiaco - Precessione degli equinozi

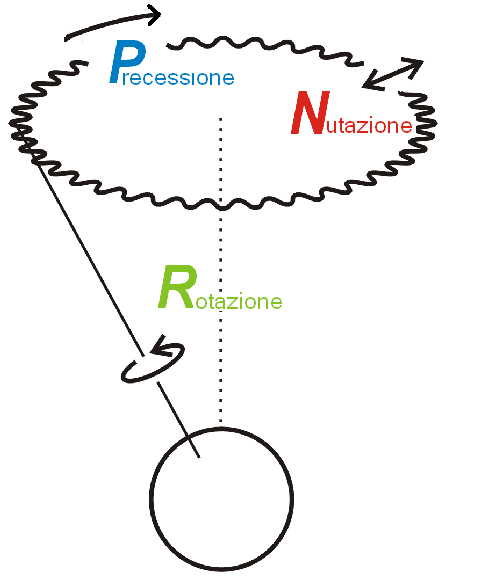
La nutazione terrestre

Il Sistema solare comprende il Sole, i pianeti, che compiono rivoluzioni intorno al Sole, e i satelliti, che compiono rivoluzioni intorno ai pianeti. La Terra è un pianeta e la Luna è il suo satellite.
Tutti i pianeti descrivono intorno al Sole, in senso diretto e con moto non uniforme, orbite ellittiche di cui il Sole occupa uno dei fuochi (Leggi di Keplero). La Terra, oltre al moto diurno di rotazione su sé stessa, gira intorno al Sole a una distanza media di circa 149,6 milioni di km, mantenendo costantemente il suo asse inclinato di 23°27' rispetto alla direzione della perpendicolare al piano dell'orbita.
Dato il raggio praticamente infinito della sfera celeste, si può considerare l'orbita della Terra puntiforme, assimilandola al centro della stessa, che è anche il centro della sfera celeste. Il Sole, quindi, oltre a partecipare al moto diurno della sfera celeste, come qualsiasi altro astro, percorre apparentemente, in senso diretto, cioè contrario al moto apparente degli astri, un circolo massimo detto eclittica inclinato sull'equatore celeste di 23°27', pari all'angolo che la direzione dell'asse terrestre forma con la perpendicolare al piano dell'orbita della Terra.

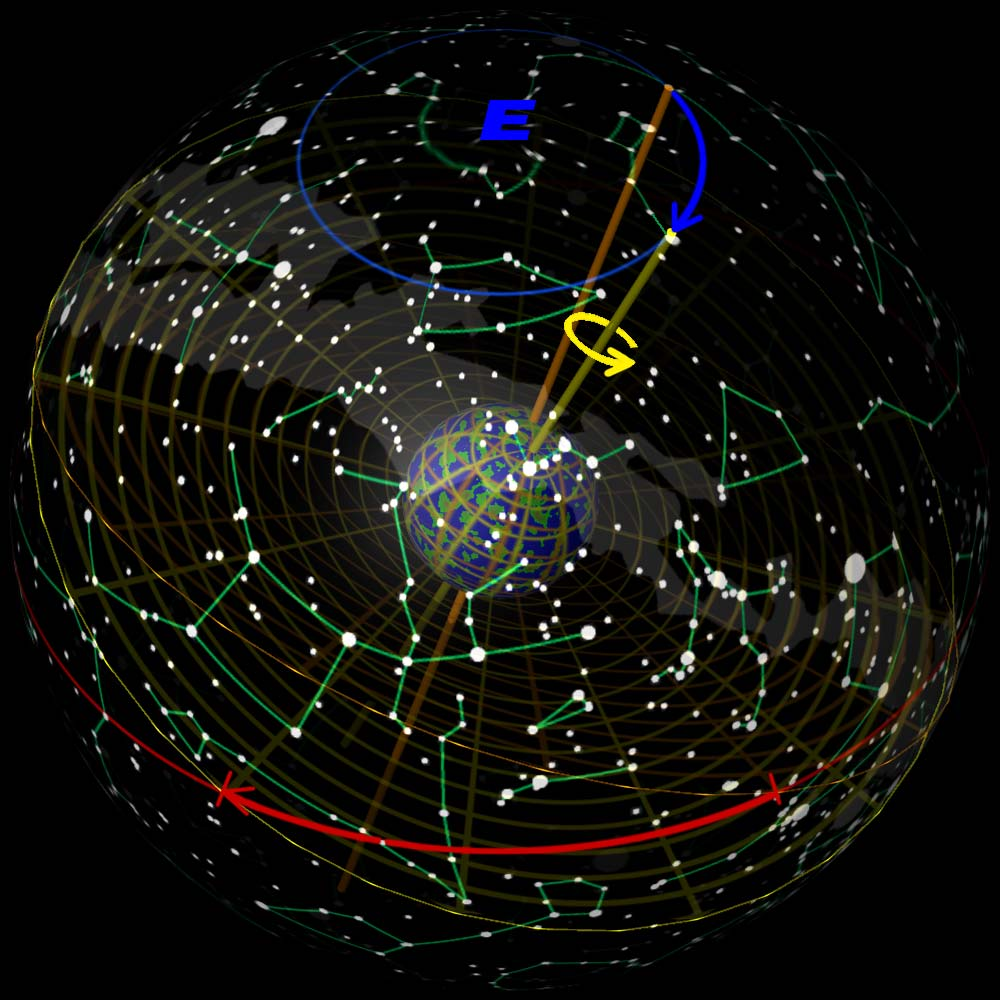
La precessione degli equinozi

Dei due punti in cui l'eclittica taglia l'equatore celeste quello occupato dal Sole all'equinozio di primavera, è detto punto vernale o primo punto d'Ariete e si indica con la lettera γ (gamma), corrispondente al simbolo della costellazione dell'Ariete, dove il punto γ, ora nella costellazione dei Pesci, cadeva anticamente. Il punto opposto a γ, occupato dal Sole all'equinozio d'autunno, si chiama punto di Libra e si indica con γ'.
Il tempo che impiega il Sole a tornare a uno stesso punto equinoziale è detto anno tropico ed è uguale a 365,2322 giorni medi: il suo spostamento giornaliero sull'eclittica è pari a circa 1° (4 min).
Oggigiorno l'asse terrestre è orientato su un punto del cielo molto prossimo alla Stella Polare, ma non è sempre stato così e non lo sarà in futuro, a causa del fenomeno della precessione degli equinozi: in un ciclo di 25.700 anni, l'asse terrestre descrive, intorno all'asse dell'eclittica, un cono il cui raggio è di 23°27'; a causa di ciò il polo celeste Nord compie un lentissimo ma continuo spostamento fra le stelle e descrive, nel periodo indicato, un cerchio intorno al polo dell'eclittica. Fra 12.000 anni il polo celeste Nord sarà nella costellazione della Lyra, prossimo alla stella Vega.
Il movimento ora descritto causa anche uno spostamento del punto γ sull'eclittica di circa 50" di arco all'anno in senso retrogrado od orario anticipando di circa 20 minuti il momento dell'equinozio.

## Volta celeste fissa dell'osservatore
Nei problemi dell'astronomia sferica si considera sempre l'osservatore al centro della Terra, la Terra immobile e la sfera celeste animata dal suo moto apparente da levante e ponente (retrogrado od orario).
Zenit, Nadir, meridiano celeste superiore, meridiano celeste inferiore, orizzonte astronomico, punti cardinali, verticali, almicantarat e paralleli di depressione, sono tutti punti e circoli della sfera celeste legati all'osservatore, cioè alla Terra, che si considera immobile e, pertanto, non partecipano al moto apparente della sfera celeste. Tali punti e circoli, che costituiscono la volta celeste fissa dell'osservatore, si possono immaginare come proiettati dal centro della Terra sulla superficie interna della sfera celeste che è in continua rotazione con tutto ciò che le appartiene: equatore celeste, paralleli di declinazione, eclittica, punto γ e tutti gli astri.

## Coordinate sferiche degli astri
La posizione di un astro sulla sfera celeste viene determinata mediante valori detti coordinate celesti, alcune delle quali sono indipendenti dalla posizione dell'osservatore mentre altre ne sono una variabile dipendente.
Esse sono:
1. Coordinate equatoriali, che hanno per riferimento l'equatore celeste e si suddividono in:
  - Coordinate uranografiche (indipendenti dalla posizione dell'osservatore);
  - Coordinate locali orarie (dipendenti dalla posizione dell'osservatore).
2. Coordinate locali azimutali, che prendono a riferimento l'orizzonte astronomico dell'osservatore e dipendono pertanto dalla sua posizione.

### Coordinate equatoriali uranografiche

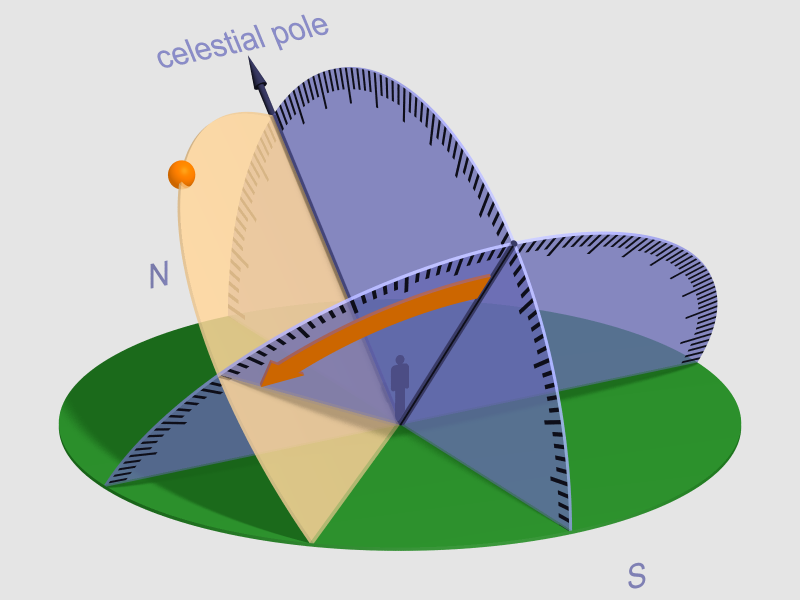
Le coordinate celesti equatoriali

Hanno per punti e circoli di riferimento i poli celesti, il punto γ e l'equatore celeste e sono indipendenti dalla posizione dell'osservatore. Esse sono:
- ascensione retta α
- declinazione δ

a). L'ascensione retta α si misura sull'equatore celeste a partire dal punto γ, nel senso diretto, contrario cioè a quello della rotazione apparente della sfera celeste. Il suo valore è dato dalla misura in ore da 0h a 24h, o in gradi da 0° a 360°, dell'arco di equatore compreso tra il punto γ e il piede del cerchio di declinazione dell'astro. È sempre positiva. L'ascensione retta αv del Sole vero varia di 24h all'anno, in modo continuo ma non uniforme, l'ascensione retta αm del Sole medio varia sempre di 3m56,6s ogni giorno: essa si ricava dalle effemeridi mediante la relazione αm=Ts-Tm+180° (Si aggiungono 180° perché il Ts è misurato a partire dal meridiano superiore di Greenwich); quella αℓ della Luna varia con ritmo 13 volte più rapido di quella del Sole, nel senso diretto; quella α● dei pianeti varia in modo irregolare, potendo avvenire sia in senso diretto che retrogrado: ossia i valori di α● in alcuni periodi crescono, in altri restano costanti e in altri diminuiscono. L'ascensione retta α* delle stelle subisce piccole variazioni annue dovute alla precessione degli equinozi.
b). La declinazione δ è la distanza angolare dell'astro dall'equatore celeste. La declinazione può assumere valori compresi tra -90° e +90°, se la stella si trova nell'emisfero boreale avrà declinazione positiva se si trova nell'emisfero australe avrà declinazione negativa e se ha declinazione pari a zero vuol dire che l'astro giace sul piano dell'equatore. La declinazione è, per un astro, quello che è la latitudine per un punto terrestre. Parallelo di declinazione è il circolo minore passante per l'astro e parallelo all'equatore. La declinazione del Sole, della Luna, dei pianeti, delle stelle, si indica, rispettivamente, con δ☼, δℓ, δ●, δ*. La declinazione del Sole varia fra 23°27'N e 23°27'S: la variazione è massima ai solstizi e nulla agli equinozi.
La declinazione della Luna varia con periodo di 18 anni e ⅔, fra valori massimi Nord e Sud compresi fra 23,5° ± 6°.
La declinazione dei principali pianeti (Venere, Marte, Giove, Saturno) è compresa fra 26°N e 26°S.
La declinazione delle stelle subisce minime variazioni annue legate alla precessione degli equinozi.

### Coordinate equatoriali locali orarie
Hanno per punti e circoli di riferimento il polo elevato, l'equatore celeste e il meridiano dell'osservatore: sono quindi dipendenti dalla posizione dell'osservatore. Esse sono:
- declinazione δ
- distanza polare p
- angolo orario t
- angolo al polo P

a). La declinazione δ è comune al precedente sistema di coordinate equatoriali uranografiche.
b). La distanza polare p è la distanza angolare dell'astro dal polo elevato, ovvero, è l'arco del circolo orario compreso fra il polo omonimo alla latitudine dell'osservatore e l'astro. Si conta da 0° a 180°, dal polo elevato verso l'astro. Se φ (lat.) e δ hanno lo stesso nome (N o S), avremo p=90°-|δ|, cioè p<90°: in tal caso la distanza polare è il complemento della declinazione; se φ e
δ sono di nome contrario, sarà p=90°+|δ|, cioè p>90°: in tal caso la distanza polare differisce di 90° dalla declinazione. Le dette regole sono riassunte nella relazione:
p=90°-(±δ) alg.
con la convenzione di assumere δ positiva se astro e osservatore nello stesso emisfero, negativo nel caso opposto.
c). L'angolo orario t è l'angolo sferico che ha per vertice il polo elevato ed è misurato, sempre in senso retrogrado, in due modi:
- modo astronomico: a partire dal meridiano superiore verso Ovest ed espresso in gradi da 0° a 360°;
- modo civile: a partire dal meridiano inferiore verso Est ed espresso in ore da 0h a 24h.

A causa della loro diversa origine l'angolo orario civile e l'angolo orario astronomico di uno stesso astro differiscono di 12h o 180°. L'angolo orario identifica la posizione istantanea del cerchio di declinazione dell'astro, in continua rotazione apparente, rispetto al meridiano superiore dell'osservatore, che è invece fisso e che dobbiamo immaginare, come detto precedentemente, proiettato luminosamente sulla sfera celeste. Tutti gli astri che si trovano sullo stesso circolo orario hanno il medesimo angolo orario; quelli che sono sul meridiano inferiore hanno t=180°, quelli che sono sul meridiano superiore hanno t=0°.
Gli angoli orari si indicano con t o T a seconda che siano riferiti al meridiano dell'osservatore o a quello di Gr., seguiti dal simbolo dell'astro. Gli angoli orari del punto γ si indicano con ts e Ts.
Gli angoli orari sono misurati dall'osservatore con elementi forniti dal cronometro e dalle Effemeridi.
Gli angoli orari del Sole medio e gli angoli orari del punto γ si identificano rispettivamente con le ore medie e le ore sideree e precisamente:
Tm...Ora media di Greenwich
tm...Ora media locale (riferita a un dato meridiano λ)
Ts...Ora siderea di Greenwich
ts...Ora siderea locale (riferita a un dato meridiano λ)
Nel seguito l'angolo orario t o T sarà sempre espresso in gradi e cioè in modo astronomico. Il solo angolo orario del Sole medio (Tm, tm) sarà espresso in modo civile per uniformità con gli usi in vigore.
d). Angolo al polo P è l'angolo sferico, minore di 180°, che ha per vertice il polo elevato ed è formato dal meridiano superiore dell'osservatore e dal circolo orario dell'astro. Si misura sull'equatore celeste da 0° a 180°, dal meridiano superiore fino al piede del circolo orario dell'astro, verso E e verso W: quindi, assieme al valore di P, si deve sempre indicare se l'astro è a E o a W.
Le relazioni che legano t e P sono le seguenti:
Astro a E ... t*>180° ... P=360°-t* ... t*=360°-P
Astro a W ... t*<180° ... P=t*      ... t*=P

### Punto subastrale
Poiché la sfera celeste ha un moto apparente continuo rispetto alla sfera terrestre, considerata immobile, in un dato istante la congiungente del centro della Terra con la posizione di un astro, determina sulla sfera terrestre, un punto che si definisce punto subastrale.
Sopra una carta geografica la posizione del punto subastrale di un astro A in un certo istante, sarà il punto la cui latitudine è uguale a δa per tale istante, in valore e segno, e la cui longitudine è uguale all'angolo al polo dell'astro riferito al meridiano di Greenwich. Chiariamo con un paio di esempi quanto descritto:
1. Siano in un dato istante le coordinate orarie (risp. a Gr.) di Venere: δ●=14°21'N; T●=216°11'15"
Le coordinate del punto subastrale saranno: φ=14°21'N; λ=143°48'45"E
2. Siano in un dato istante le coordinate locali orarie risp. a Gr. di Vega: δ*=38°44.1'N; T*=55°38'30"
Le coordinate del punto subastrale saranno: φ=38°44.1'N; λ=55°38'30"W

### Coordinate altazimutali

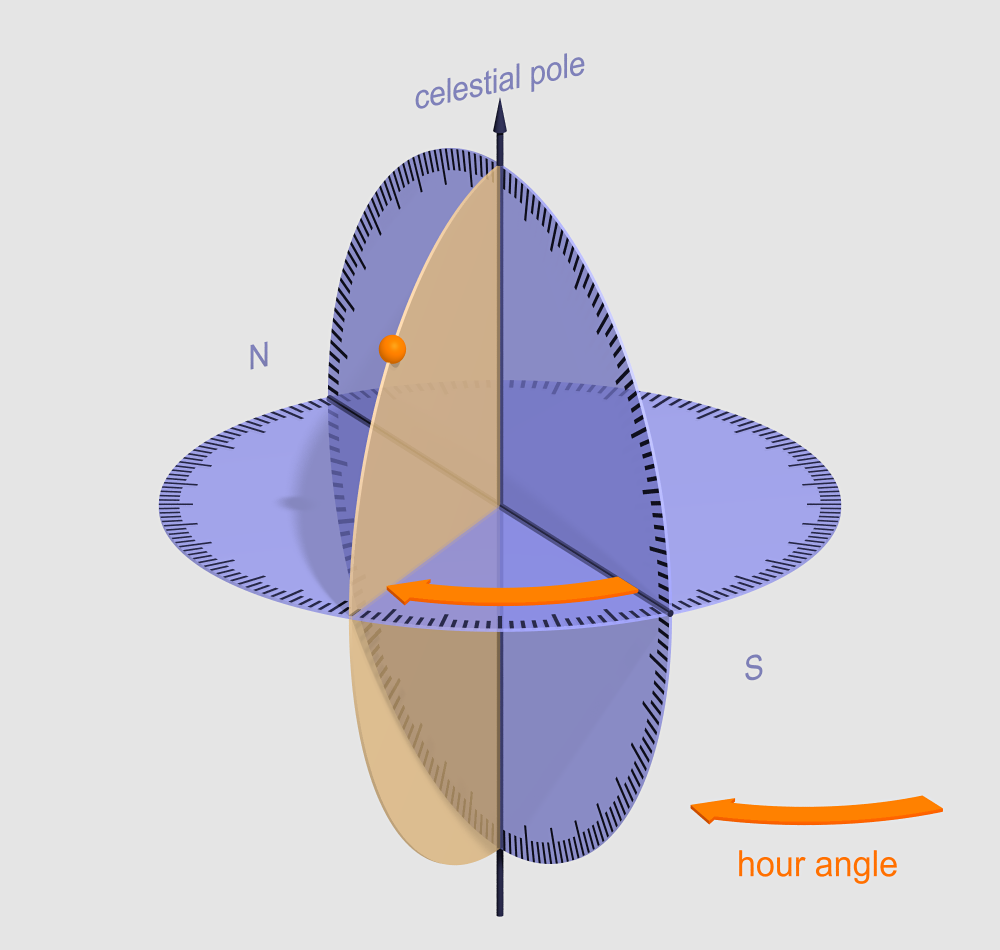
Le coordinate altazimutali

Hanno per punti e circoli di riferimento lo Zenit, l'orizzonte astronomico e il verticale N o S dell'osservatore. Sono, ovviamente, legate alla posizione dell'osservatore e possono essere misurate dall'osservatore stesso. Esse sono:
- altezza h
- distanza zenitale z
- azimut a
- angolo azimutale Z
- amplitudine sorgere ampl. so.
- amplitudine tramonto ampl. tr.
- almicantarat

a). L'altezza h è la distanza sferica dell'astro dall'orizzonte astronomico, cioè è l'arco di verticale dell'astro compreso tra l'orizzonte astronomico e il centro dell'astro. Si misura da 0° a 90°, positivamente dall'orizzonte verso lo Zenit e negativamente dall'orizzonte verso il Nadir. L'altezza negativa si chiama anche depressione. Più precisamente l'altezza ora definita è detta altezza vera e si indica con hv. Al simbolo h si fa seguire quello dell'astro cui si riferisce: h☼, hℓ, h●, h*.
b). La distanza zenitale z è la distanza sferica tra lo Zenit e l'astro, contata da 0° a 180°, dallo Zenit verso l'astro. Per h positiva è il complemento dell'altezza (z=90°-h); per h negativa, la distanza zenitale è >90° (z=90°+depressione).
c). L'azimut a si misura sull'orizzonte astronomico, dal punto cardinale Sud verso Ovest, da 0° a 360°, fino al piede del verticale dell'astro. È anche l'angolo sferico, che ha per vertice lo Zenit, formato dal verticale N e dal verticale dell'astro, contato da 0° a 360° in senso orario. Gli astri che sono a levante hanno a<180°, quelli a ponente a>180°. Il simbolo a si fa seguire dal simbolo dell'astro cui si riferisce: a☼, aℓ, a●, a*.
d). L'angolo azimutale Z è l'angolo sferico, minore di 180°, avente vertice nello Zenit, misurato dall'arco di orizzonte compreso fra il verticale Nord o Sud, che ha lo stesso nome della latitudine, e il verticale dell'astro: è E o W a seconda che l'astro sia a levante o a ponente. Mentre l'azimut a si conta sempre a partire dal punto cardinale N e si misura da 0° a 360°, l'angolo azimutale Z, invece, si conta a partire dal punto cardinale N se φ è Nord, dal punto cardinale S se φ è Sud e si misura da 0° a 180°, verso E o verso W.
Fra Z e a esistono le seguenti relazioni:
Emisfero nel quale si trova l'astro:............................φ Nord................φ Sud
```
    Astro a Est.....
a
<180°          
a
=Z       
a
=180°-Z
```

```
    Astro a Est.....
t
<12h           Z=
a
       Z=180°-
a
```

```
    Astro a Ovest...
a
>180°          
a
=360°-Z  
a
=Z+180°
```

```
    Astro a Ovest...
t
>12h           Z=360°-
a
  Z=
a
-180°
```

Per indicare l'angolo azimutale Z si premette al suo valore il simbolo N o S, secondo il nome della latitudine, e si fa seguire dal simbolo E o W, secondo che l'astro sia a levante o a ponente. Ciò facilita il passaggio da Z ad a (es. Z=N40°W...a=320°; Z=S120°E...a=60°).
e). f). Amplitudine al sorgere, amplitudine al tramonto ampl.so. - ampl.tr.. Sono gli archi di orizzonte compresi fra il punto cardinale E o W e il punto in cui sorge o tramonta l'astro. Si misurano da 0° a 90°, a partire da E o da W, verso N o verso S: nel primo caso si dicono Nord, nel secondo Sud. Quali che siano il valore e il segno della latitudine, gli astri con declinazione Nord hanno sempre, al sorgere e al tramonto, amplitudine Nord, quelli con declinazione Sud, hanno sempre amplitudine Sud. Per indicare l'amplitudine si premette al suo valore il simbolo E o W, secondo che l'astro sia al sorgere o al tramonto, e si fa seguire dal simbolo N o S della declinazione dell'astro. Ciò facilita il passaggio dall'amplitudine all'azimut (ampl=E10°N...a=80°; ampl=W10°S...a=260°).
g). Nella sfera celeste l'Almicantarat è il parallelo all'Orizzonte celeste definito come il luogo dei punti che aventi la medesima altezza

## Triangolo di posizione
La determinazione di un triangolo di posizione è l'obiettivo dell'astronomia sferica. Grazie a esso si possono, infatti, risolvere i problemi relativi al movimento degli astri, alla loro posizione e alla posizione dell'osservatore.
Il triangolo sferico che ha per vertici lo Zenit, il polo elevato e l'astro, si chiama triangolo di posizione. In esso il lato PZ è la colatitudine c=90°-φ, il lato PA è la distanza polare p=90°±δ, il lato ZA è la distanza zenitale z=90°-h, l'angolo ZPA è l'angolo al polo P, l'angolo PZA è l'angolo azimutale Z e l'angolo PAZ è l'angolo all'astro. L'angolo all'astro non viene mai preso in considerazione. Il lato c è sempre <90°; il lato z è generalmente <90°: assume valori >90° se si considerano astri sotto l'orizzonte; il lato p, infine, è < o > 90°, a seconda che φ e δ siano dello stesso nome o di nome contrario. Nel triangolo di posizione figurano sia le coordinate orarie (p e P), sia quelle azimutali (z e Z).
Per la risoluzione del triangolo di posizione si trasformano le coordinate locali orarie dell'astro nelle simultanee coordinate azimutali. Dati cioè gli elementi φ, δ e t ed essendo quindi noti, nel triangolo di posizione, il lato 90°-φ=c, il lato 90°±δ=p e l'angolo al polo P, si determinano la distanza zenitale z e l'angolo azimutale Z: da tali valori si passa all'altezza h e all'azimut a dell'astro.
Le seguenti relazioni di trigonometria sferica legano tra loro gli elementi del triangolo di posizione:
- {\displaystyle \sin(h)=\sin(\phi )\sin(\delta )+\cos(\phi )\cos(\delta )\cos(P)}
- {\displaystyle \cos(z)=\sin(\delta )-sin(\phi )sen(h)/\cos(\phi )\cos(h)}
- {\displaystyle \sin(\delta )=\sin(\phi )\sin(h)+\cos(\phi )\cos(\delta )\cos(Z)}
- {\displaystyle \cot(Z)\sin(P)=\tan(\delta )\cos(\phi )-\sin(\phi )\cos(P).}